# قزل‌تو (استان قراغندی)
قزل‌تو (انگلیسی: Kyzyltu) یک شهرک در استان قراغندی کشور قزاقستان است.